# Exèrcit Islàmic de Salvació
L'Exèrcit Islàmic de Salvació (EIS) —en àrab الجيش الإسلامي للإنقاذ, al-Jayx al-Islāmī li-l-Inqāḏ— és una organització armada algeriana vinculada com a braç armat al Front Islàmic de Salvació (FIS) i creada el 1993 amb la integració de diferents grups desorganitzats de caràcter islamista que majoritàriament havien pertangut al Grup Islàmic Armat (GIA) i del qual s'havien escindit.
Després del triomf del FIS en les eleccions del 30 de desembre de 1991, el president algerià Chadli Bendjedid va donar un «autocop», va suspendre el procés electoral i va declarar l'estat d'excepció a tot el territori. L'EIS va contestar iniciant una sèrie d'accions violentes contra les forces armades, el GIA i els estrangers residents en el país, especialment francesos. Després d'ocupar la direcció de l'Estat Mohamed Boudiaf, aquest va ser assassinat el 29 de juliol de 1992, sospitant-se de l'EIS com a autor.
Després de l'elecció en 1994 de Liamin Zeroual i la seva política d'apaivagament, el grup va anunciar una treva el 1997 i després de la publicació de la Llei de Concòrdia Civil de 1999 va emetre un comunicat pel qual donava per finalitzada la lluita armada, si bé l'organització no s'ha dissolt.